# Dodo (film)
Pour les articles homonymes, voir Dodo.
Pour plus de détails, voir Fiche technique et Distribution.
Dodo est un film greco-franco-belge réalisé par Panos H. Koutras, sorti en 2022. Il est présenté au 75e Festival de Cannes. Cette comédie dramatique teintée de fantastique relate les apparitions d'un dodo dans la maison d'une famille au bord de la ruine, la veille d'un mariage.

## Synopsis

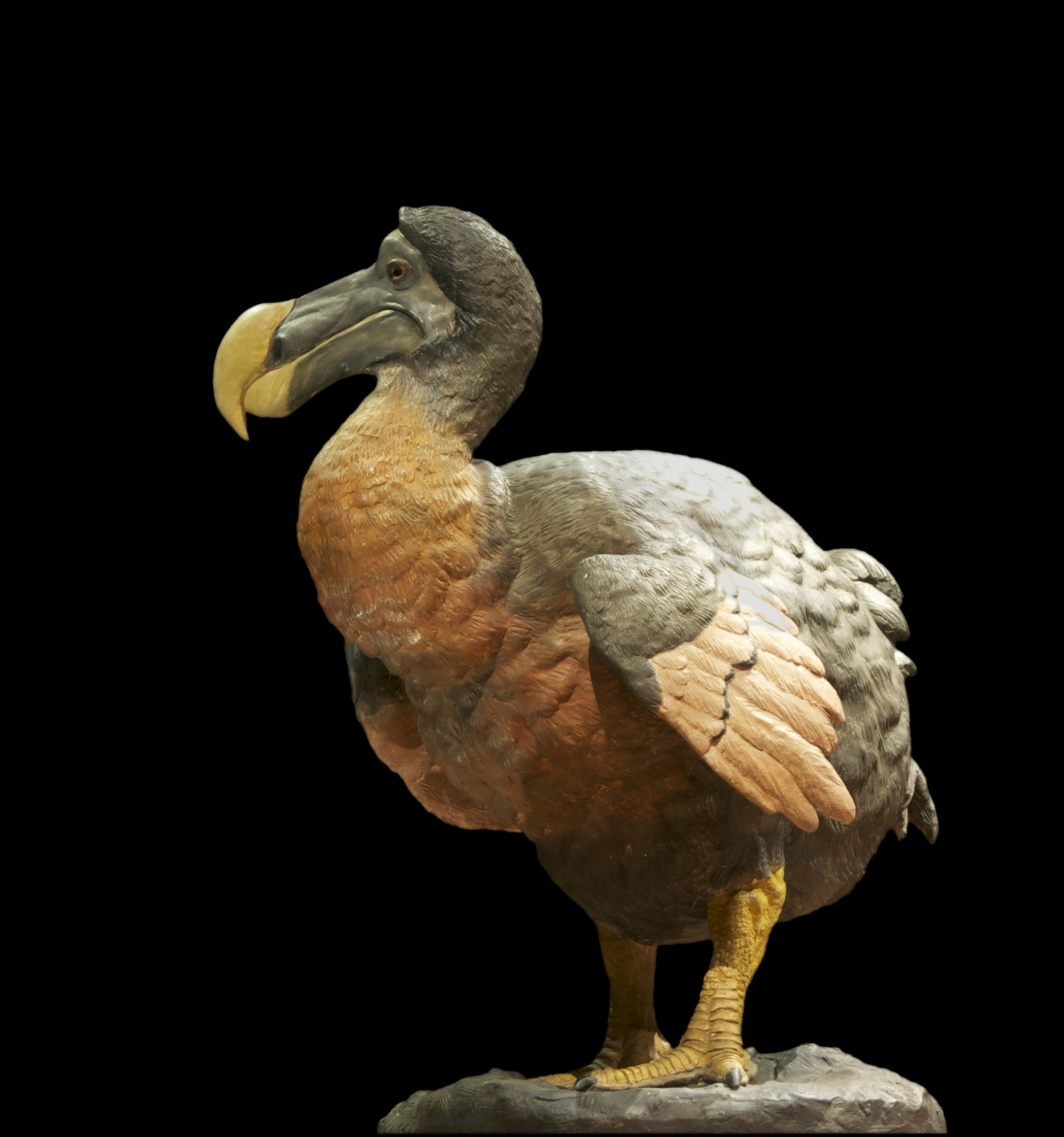
Reconstitution moderne d'un dodo au Muséum national d'histoire naturelle de Paris.

Le film se déroule dans les années 2020, dans une maison de famille perdue dans la campagne de la région d'Athènes. Alors que la famille prépare une fête coûteuse pour le mariage de sa fille en dissimulant mal que le foyer est au bord de la ruine, un dodo, espèce d'oiseau éteinte depuis plus de trois siècles, est aperçu dans le jardin où il est venu se réfugier, probablement effrayé par les chiens des voisins.
Les apparitions de l'oiseau mettent le point d'orgue à plusieurs situations de crise concernant les différents membres de la famille. Après une carrière politique et commerciale, le père de famille, Pávlos, est au bord de la ruine : il a dû hypothéquer la maison, manque des moyens nécessaires pour y faire les réparations qui traînent et peine à rassembler assez d'argent pour payer ses employés. Le mariage de sa fille avec Áris, dont la famille est prospère, serait une bouffée d'oxygène pour ses comptes. L'avant-veille du mariage, il se bourre de médicaments pour supporter la douleur de son genou malade, boit, sort dans une maison de passe et entretient des tractations financières curieuses avec un jeune homme, Aléxis, dont le compagnon encore en voyage doit leur rapporter de l'argent à son retour. Installé dans une chambre avec une prostituée mineure, il est tiré d'un probable piège par une femme trans non-binaire, Éva, qui le raccompagne chez lui. Le même soir, la mère, Mariélla, fait ce qu'elle peut pour faire patienter ses deux employés de maison et les ouvriers chargés d'installer tout pour la fête de mariage. Lors d'une soirée dans un centre d'aide aux réfugiés et aux migrants, elle rencontre un beau migrant, Khalil, dont la petite fille est en train de suffoquer à cause d'une crise d'asthme car elle n'a pas de traitement approprié sur elle. La fille de Pávlos et Mariélla, Sofía, reçoit des résultats médicaux inquiétants de la part de son gynécologue, qui craint un possible cancer. Elle éprouve par ailleurs des hésitations sur son mariage imminent avec Áris, qu'elle connaît depuis toujours. Les deux employés de maison, de leur côté, se disposent à dérober un précieux collier à Mariélla. 
Le soir de l'avant-veille du mariage, Mariélla aperçoit l'étrange oiseau de loin dans la pénombre, mais pense avoir mal vu. Un peu plus tard, Florian, le jardinier, le découvre dans le jardin et parvient à l'enfermer dans la remise. Il appelle un de ses ex, Ángelos, un vieil acteur sur le retour, pour lui montrer la bête. Ángelos, effrayé à la vue de l'oiseau, s'évanouit, puis s'endort. L'autre le laisse avec l'oiseau pour la nuit.
Le lendemain matin, alors qu'employés et ouvriers affluent au domaine pour mettre la dernière main aux préparatifs du mariage de Sofia, l'oiseau s'échappe de la remise et se trouve nez à nez avec toute la famille. La journée verra chaque membre de la maisonnée faire face à ses problèmes et l'arrivée de l'oiseau conduira à la révélation de plusieurs secrets de longue date.

## Fiche technique
Source : Unifrance
- Titre original et français : Dodo
- Réalisation et scénario : Panos H. Koutras
- Musique : Delaney Blue
- Décors : Eléni Vardavá
- Costumes : Éva Goulákou
- Photographie : Olympía Mytilinéou
- Ingénierie du son : Fabrice Osinski
- Montage : Vincent Tricon, Yánnis Chalkiadákis
- Production : Eléni Kossyfídou, Pános Koútras, Joseph Rouschop
- Coproduction : Marie-Pierre Macia, Claire Gadéa
- Sociétés de production : MPM Film - Movie Partners in Motion Film, 100% Synthetic Films, Tarantula Belgique
- Société de distribution : Pyramide Distribution (France)
- Pays de production :  Grèce,  France,  Belgique
- Langue originale : grec
- Format : couleur — 2,39:1 — son 5.1
- Genre : comédie dramatique
- Durée : 132 minutes
- Dates de sortie :
  - France : 25 mai 2022 (Festival de Cannes) ; 10 août 2022 (sortie nationale)

## Distribution
- Smarágda Karýdi (el) : Mariella
- Ákis Sakellaríou (el) : Pavlos

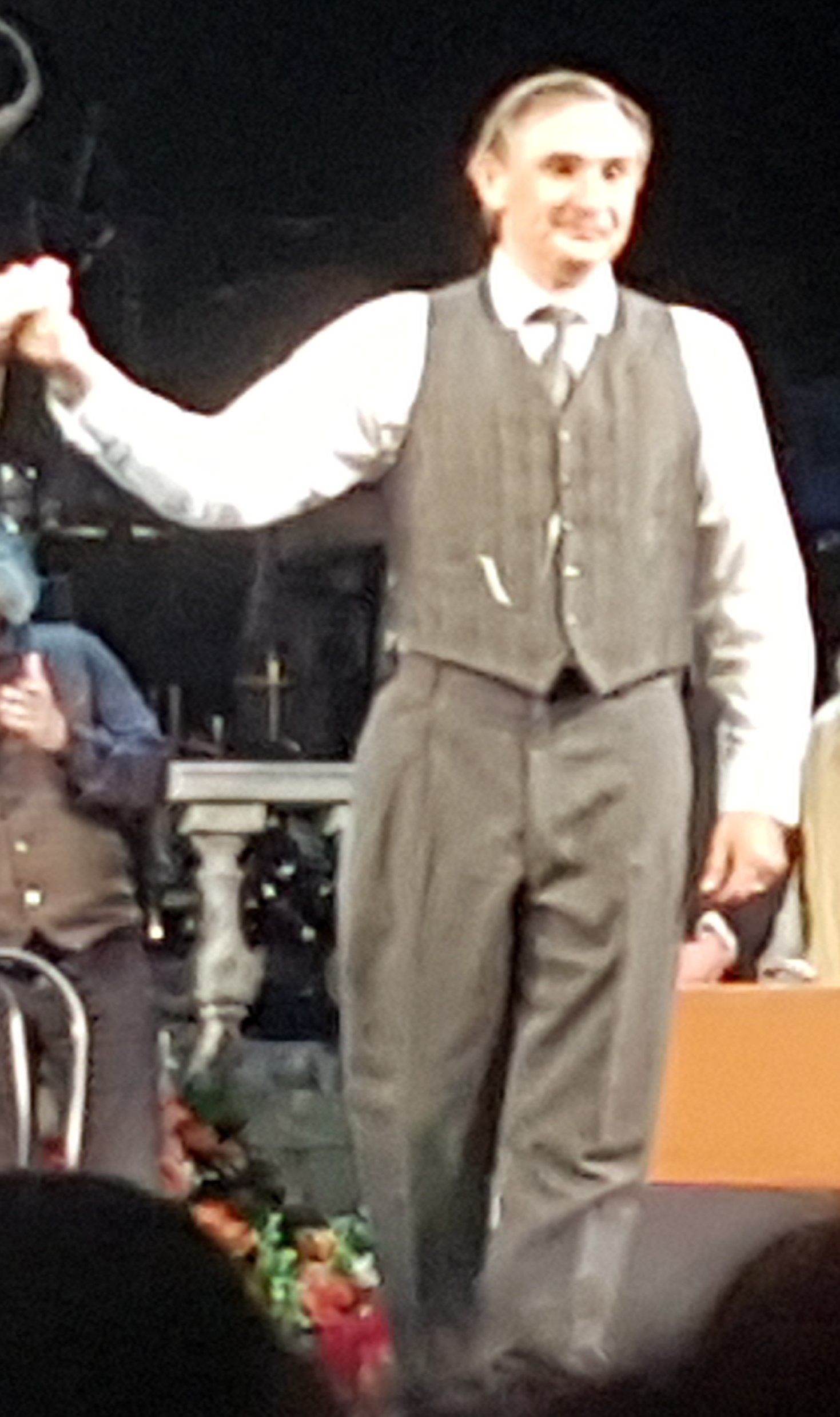
L'acteur grec Ákis Sakellaríou (ici au théâtre Palas à Athènes en 2018) interprète Pávlos, le père de famille, dans Dodo.

- Natása Exintavelóni : Sophia, fille de Pavlos et Mariella
- Níkos Gkélia (el) : Alexis
- Tzef Montana : Eva
- Mariella Savvides : Katia, la wedding planner
- Kris Radanov : Florian
- Ángelos Papadimitríou : Angelos, acteur sur le retour
- Maríssa Triantafyllídou (de) : Irina, l'employée de maison
- Polýdoros Vogiatzís : Loukas, fiancé d'Irina
- Tzortzis Papadópoulos : Socratis, jeune ouvrier
- Anna Jorjikia : Tina, amie de Socratis
- Ahmad Kontar : Khalil, le réfugié
- Jomana Alhasan : Amira, la jeune réfugiée

## Production
Panos H. Koutras s'intéresse au dodo comme symbole de la cruauté dont les hommes sont capables, puisque l'oiseau a été exterminé en quelques années après la découverte de l'île Maurice, alors qu'il ne représentait une menace pour personne. Le scénario utilise l'oiseau pour réunir les membres disparates d'une maisonnée dans une même situation improbable, où ils sont obligés de se serrer les coudes. Le film prolonge une réflexion sur la notion de famille que le réalisateur avait entamée dans ses précédents films. Dodo forme aussi un miroir de la situation de la Grèce, y compris dans les mensonges du père de famille, Pávlos : selon Koutras, « le système tout entier était depuis longtemps bâti sur des mensonges ». Le film contient plusieurs références au roman de Lewis Carroll Alice au pays des merveilles, que le réalisateur connaissait de longue date et qui met en scène un dodo.
Dodo est co-produit par trois studios : 100% Synthetic Films (le studio de Panos H. Koutras), le studio français MPM Film et le studio belge Tarantula ; le film est diffusé à l'international par la société de distribution française Pyramide International.
Le projet reçoit le soutien de la Corporation hellénique de diffusion en 2020 ainsi qu'un financement de 345 000 euros du fonds Eurimages la même année.
La bande originale du film est composée par Delaney Blue, qui avait déjà travaillé avec le réalisateur pour son précédent film, Xenia. Le film contient en outre plusieurs chansons. Deux sont originales : la berceuse Suliko puis, pendant les tests sonores dans le jardin, la chanson Que sera mi vida, toutes deux interprétées par Ana Jorjikia. Une autre chanson, celle-là un simple arrangement, est O kósmos pou allázi (Ο κόσμος που αλλάζει), d’Alkínoos Ioannídis, interprétée par le personnage d’Ángelos (joué par Ángelos Papadimitríou).

## Accueil

### Critiques de presse
Selon Les Inrockuptibles, Dodo « pose un regard tendre et humaniste sur la société occidentale ». Dans Télérama, Guillemette Odicino estime que « vaudeville, mélo et tragédie grecque, Dodo brasse les styles avec une maestria insolente, entre salon et jardin, entre Ionesco, Buñuel et Almodóvar pour le rocambolesque pop et queer ». Elle apprécie la manière dont le film utilise le dodo pour tendre un miroir grossissant à toutes sortes de crises, financières, migratoires ou nerveuses. De même, RFI voit dans le film une « satire du monde moderne ». Dans Le Figaro, Olivier Delcroix estime que « son argument fantastique dynamite les attentes et fait beaucoup pour [son] charme baroque ». Selon Le Canard enchaîné, qui rapproche le film de Festen de Thomas Vinterberg (1980), « on passe un délicieux moment ».
Plusieurs titres de presse, convaincus dans l'ensemble par le propos d'ensemble, les apparitions du dodo et le jeu des acteurs et actrices, reprochent toutefois au film certaines longueurs. Le Journal du dimanche juge ainsi que le film « n’évite pas les longueurs et tient un peu à distance le spectateur », mais que l'ensemble « fait mouche ». Dans Libération, Sandra Onana voit dans Dodo « un roman-photo plein comme dix épisodes de soap opera, rentrés dans 2h12 » : elle en apprécie l'intrigue dense et la galerie de personnages attachants, bien que « le plaisir s'essouffle un peu sur le temps long ». Elle estime cependant que le réalisateur « a fait du chemin » depuis L'Attaque de la moussaka géante, son premier film, en 2000. 
Selon les critiques les moins convaincus, c'est en général le scénario qui pèche. Selon L'Obs, Nicolas Schaller écrit qu'« on pouvait néanmoins s’attendre à moins balisé que cette sitcom satirique, bien jouée mais mollassonne ». Dans La Croix, Céline Rouden trouve que malgré « quelques moments de comédie réjouissante », Dodo « s’enlise rapidement dans des scènes au pathos appuyé et souffre d’un scénario trop étiré ». Dans Le Monde, Mathieu Macheret reproche au film « sa folie diluée dans le tout narratif et surtout son filmage sans imagination » qui aboutit selon lui à un « premier degré lénifiant ».

## Distinctions

### Nomination
- Festival de Cannes 2022 : en compétition pour la Queer Palm[17]